# 一條裕子
一條 裕子（いちじょう ゆうこ、1967年4月14日 - ）は、日本の漫画家。宮城県出身。武蔵野美術大学短期大学部デザイン科グラフィックデザイン専攻卒業。アシスタントを経て、1992年にデビューする。
デビュー前は「紫苑」名義で、「杏樹&紫苑」というコンビで耽美系の漫画（のパロディ？）を描いており、江口寿史の単行本『江口寿史のなんとかなるでショ!』『江口寿史の爆発ディナーショー』に収録されている。のちに江口のアシスタントもつとめた。
自称ギャグ漫画家。木造家屋や着物などの描写や、四季の風物に関係するパロディを好んで作品に取り入れており、いわゆる「古風な日本家庭」を題材にした作品が多い。2020年に入って、旧作がKindleで読めるようになった。

## 作品
- わさび（第1 - 4集1995 - 1997年発刊（1集に漫画アクションで93年に掲載された4作品を含む）、ビッグコミックスピリッツ1994 - 1997年）
- 末広町35番地（1997年発刊、COMICアレ!1993 - 1997年）
- 静かの海（1998年発刊、まんがガウディ1996 - 1997年、まんがアロハ1997 - 1998年）
- 2組のお友達。（緑の本 - 橙の本1999年発刊、ビッグコミックスピリッツ1997 - 1999年）
- 犬あそび（2000年発刊、ビッグコミックスピリッツ1999 - 2000年）
- 必ずお読み下さい。（2002年発刊、鳩よ!2000 - 2002年）
- すてきな奥さん（2003年発刊、月刊アフタヌーン2002 - 2003年）
- スワンパン（2006年発刊、ビッグコミック2005 - 2006年）
- 金子の部屋
- 貂の家。（2007年発刊、ビッグコミックオリジナル2006年）
- 阿房列車（原作：内田百閒、月刊IKKI2007 - ）
- けせらせら（増刊コミック乱2007 - 2008年、コミック乱2008 - 2013年）
- 美人妻が行く!（婦人公論2007 - ）
- 小倉案（マリカ2008 - ）
- ルンたん（A-ZERO2008 - ）

## 師匠
- 江口寿史